# Rio Dobreţu
O Rio Dobreţu é um rio da Romênia, afluente do Horezu, localizado no distrito de Olt.